# Trypanaresta delicatella
Trypanaresta delicatella es una especie de insecto del género Trypanaresta de la familia Tephritidae del orden Diptera.

## Historia
Blanchard la describió científicamente por primera vez en el año 1852.